# Mount Helios
Mount Helios är ett berg i Antarktis. Det ligger i Östantarktis. Nya Zeeland gör anspråk på området. Toppen på Mount Helios är 1 249 meter över havet. Helios ingår i Olympus Range.
Terrängen runt Mount Helios är bergig åt sydost, men åt nordväst är den kuperad. Trakten är obefolkad. Det finns inga samhällen i närheten.